# Sara Nordenstam
Sara Maria Evelina Nordenstam (Lycksele, 28 febbraio 1983) è un'ex nuotatrice norvegese.
Nata in Svezia da genitori svedesi, si trasferì a Oslo (Norvegia) all'età di dieci anni, acquisendo 11 anni dopo (nel 2004) la cittadinanza norvegese.
Specializzata nella rana, nelle batterie dei 200 m ai Giochi di Pechino mise a segno il record europeo su tale distanza, andando poi a vincere la medaglia di bronzo col tempo di 2'23"02, nuovo record europeo. Questo fece di lei la prima norvegese a vincere una medaglia olimpica.

## Palmarès
- Olimpiadi

Pechino 2008: bronzo nei 200m rana.
- Europei

Budapest 2010: argento nei 200m rana.
Debrecen 2012: oro nei 200m rana.